# كابيثاس ديل بوثو
بلدية كابيثاس ديل بوثو (بالإسبانية: Cabezas del Pozo) هي بلدية تقع في مقاطعة آبلة التابعة لمنطقة قشتالة وليون وسط إسبانيا.

## الديموغرافيا
يبلغ عدد سكان بلدية كابيثاس ديل بوثو 94 نسمة عام 2011 (وفقاً للمعهد الوطني للإحصاء الإسباني).
| 179 | 167 | 153 | 114 | 114 | 106 | 94 |